# 1,3-dipolaire verbinding

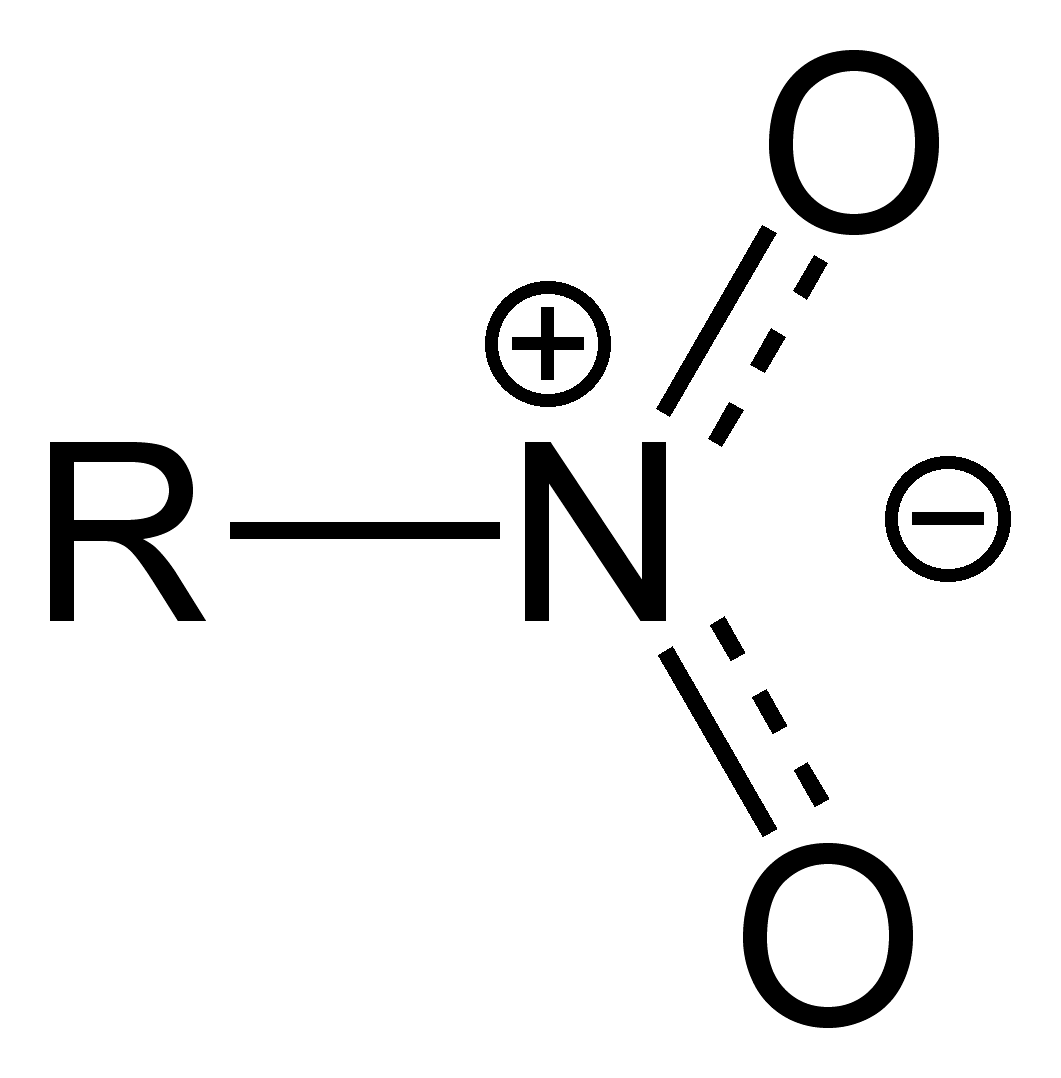
De nitrogroep kan beschouwd worden als een 1,3-dipolaire verbinding.

Een 1,3-dipolaire verbinding of 1,3-dipool is een dipolaire verbinding waarbij de ladingen zijn gescheiden over 3 atomen. Ze kunnen ingezet worden bij 1,3-dipolaire cycloaddities. Veel toegepaste 1,3-dipolen zijn:
- Aziden
- Azoxyverbindingen
- Carbonyloxiden
- Diazoverbindingen
- Distikstofoxide
- Nitrilimines
- Nitriloxiden
- Nitroverbindingen
- Nitronen
- Ozon

Verder kunnen ook een aantal yliden als 1,3-dipolen beschouwd worden.